# Плоское (Хойникский район)
Плоское (бел. Плоскае) — упразднённая деревня в Хойникском районе Гомельской области Беларуси. Входил в состав Стреличевского сельсовета.
В связи с радиационным загрязнением после катастрофы на Чернобыльской АЭС жители (52 семьи) переселены в чистые места.

## География

### Расположение
В 15 км на юго-восток от районного центра и железнодорожной станции Хойники (на ветке Василевичи — Хойники от линии Гомель — Калинковичи), в 118 км от Гомеля.

## Транспортная сеть
Транспортные связи по просёлочной, затем автомобильной дороге Хойники — Брагин. Планировка состоит из прямолинейной широтной улицы, к которой на востоке присоединяется переулок. Застройка двусторонняя, деревянная, усадебного типа.

## История
Согласно письменным источникам известна с XIX века как селение в Микуличской волости Речицкого уезда Минской губернии. По инвентарю 1844 года в составе поместья Хойники, который принадлежал В. К. Прозору. В 1879 году обозначена в числе селений Остроглядского церковного прихода. Согласно переписи 1897 года действовала ветряная мельница.
С 8 декабря 1926 года до 30 декабря 1927 года центр Плосковского сельсовета Хойникского района Речицкого с 9 июня 1927 года Гомельского округов. В 1930 году организован колхоз «Комсомолец», работали ветряная мельница и кузница. Во время Великой Отечественной войны в мае 1943 года оккупанты полностью сожгли деревню и убили 2 жителей. 33 жителя погибли на фронте. Согласно переписи 1959 года входила в состав колхоза «Октябрь» (центр — деревня Бабчин).
Решением Хойникского районного Совета депутатов от 21 сентября 2010 г. № 25 "Об упразднении сельских населённых пунктов Хойникского района" деревня Плоское Стреличевского сельсовета упразднена.

## Население

### Численность
- 2004 год — жителей нет

### Динамика
- 1850 год — 12 дворов, 77 жителей
- 1897 год — 23 двора, 133 жителя (согласно переписи)
- 1908 год — 90 дворов, 689 жителей
- 1959 год — 263 жителя (согласно переписи)
- 2004 год — жителей нет